# Eublemma truncata
Eublemmoides apicimacula là một loài bướm đêm trong họ Erebidae.

## Hình ảnh

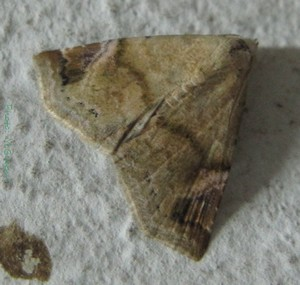
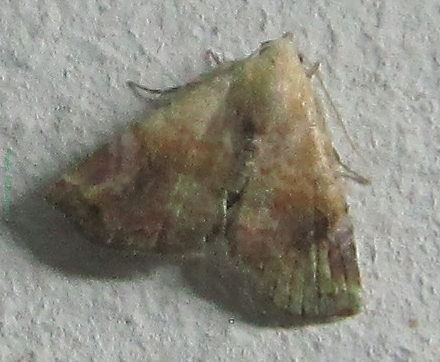